# 清虚観
清虚観（せいきょかん）は、中華人民共和国山西省晋中市平遥県にある道観。

## 歴史
清虚観は、唐の顕慶2年（657年）の創建で、当時は太平観と称した。北宋の治平元年（1064年）、「清虚観」と改称された。元初は太平興国観に改称されたが、その後また太平崇聖宮に改称された。明の万暦28年（1600年）、三清殿を増築した。清のとき、清虚観に正式に改名された。
2006年5月25日、中華人民共和国国務院は清虚観を全国重点文物保護単位に認定した。

## 建築物
牌坊、山門、龍虎殿、純陽宮、三清殿、玉皇閣。龍虎殿は元代建築で、残りは明清のときに建てられた。